# DR-Baureihe 99.19
Die Baureihe 99.19 bezeichnet eine fünfachsige, meterspurige Dampflokomotivbauart der Deutschen Reichsbahn. Die Konstruktion basierte im Wesentlichen auf der Baureihe 99.64–65/67–71 für 750 mm Spurweite. Eingesetzt wurden die vier Lokomotiven anfangs ausschließlich auf der Schmalspurbahn Nagold–Altensteig, erst im Zweiten Weltkrieg gelangten zwei Fahrzeuge auch auf andere Strecken. Mit der 99 193 ist eine Lokomotive erhalten geblieben.

## Geschichte
Bereits während des Ersten Weltkriegs wollten die Königlich Württembergischen Staats-Eisenbahnen die aufgebrauchten und technisch komplizierten Lokomotiven der Baureihen Ts 3 und Ts 4 mit 1000 mm Spurweite für die Schmalspurbahn Nagold–Altensteig ersetzen. Dies war aber bedingt durch den Weltkrieg beziehungsweise die schlechte wirtschaftliche Lage danach vorerst nicht möglich.
Anfang der 1920er Jahre erhielt die Reichsbahndirektion Stuttgart fünf fabrikneue Lokomotiven der Baureihe 99.67–71, einen fast unveränderter Nachbau der Baureihe 99.64–65 (ehemalige sächsische Gattung VI K) mit 750 mm Spurweite für die Bottwartalbahn. Da sich die Fahrzeuge gut bewährten, ließ man für die  Schmalspurbahn Nagold–Altensteig 1927 von der Maschinenfabrik Esslingen vier meterspurige Lokomotiven mit den Fabriknummern 4181 bis 4184 bauen, die weitgehend der Baureihe 99.64–65/67–71 glichen. Sie erhielten die Betriebsnummern 99 191 bis 194 und kosteten zusammen rund 275.000 Reichsmark. Im April 1927 wurde das erste Fahrzeug von der Deutschen Reichsbahn in Dienst gestellt.

## Einsatz und Verbleib
Zunächst verkehrten die Fahrzeuge nur auf der Schmalspurbahn Nagold – Altensteig, wo sie die Baureihen 99.12 (ehemalige Ts 3) und 99.17 (ehemalige Ts 4) verdrängten. Eingesetzt wurden die Dampflokomotiven vom Lokbahnhof Altensteig des Bahnbetriebswerks Freudenstadt aus.
1944 mussten zwei Maschinen abgegeben werden. Die 99 191 wurde Ende Mai 1944 zur Reichsbahndirektion Erfurt umstationiert, wo sie auf der Schmalspurbahn Eisfeld–Schönbrunn eingesetzt wurde. Die 99 194 gelangte im Kriegseinsatz höchstwahrscheinlich auf den Balkan, wo sie auf einem Schmalspurnetz bei Belišće verkehrte.
Nach Kriegsende verblieben die 99 192 und 193 in der französischen, die 99 191 in der sowjetischen Besatzungszone sowie die 99 194 in Jugoslawien.
Vermutlich wurde die 99 194 wegen Kesselschäden noch in den 1950er Jahren abgestellt und anschließend verschrottet, eine neue Betriebsnummer hatte sie noch nicht erhalten.
Deutsche Reichsbahn
Die 99 191 verblieb nach Kriegsende auf der Schmalspurbahn Eisfeld–Schönbrunn. Mit Anlieferung von zwei Neubaulokomotiven der Baureihe 99.23–24 im Frühjahr 1955 wurde die Lokomotive nach Gera umstationiert. Dort kam sie auf der Schmalspurbahn Gera-Pforten–Wuitz-Mumsdorf zum Einsatz. Dort trug sie mit den zwei Lokomotiven der Baureihe 99.591 die Hauptlast des Betriebes. Hier erhielt sie zum Rangieren von Regelspurwagen auf den Dreischienengleisen im Bahnhof Wuitz-Mumsdorf an beiden Enden je einen Holzbalken auf der Pufferbohle. Nach der Stilllegung des letzten Abschnittes Anfang 1970 wurde die 99 191 am 11. Juni 1970 z-gestellt. Da ein Verkauf an eine Museumsbahn im Ausland scheiterte, wurde das Fahrzeug 1975 im Reichsbahnausbesserungswerk Görlitz verschrottet.
Deutsche Bundesbahn
Die 99 192 und 193 waren bei Kriegsende schadhaft abgestellt und wurden bis Ende 1945/Anfang 1946 wieder aufgearbeitet. Fortan übernahmen sie alleine den Zugdienst auf der Schmalspurbahn Nagold – Altensteig; eine zwischenzeitlich von der Härtsfeldbahn geliehene Ersatzlok wurde wieder zurückgegeben. Da Ende 1949 ein Teil des Personenverkehrs auf Busbedienung überging, wurde fortan täglich nur noch eine Maschine gebraucht.
Ab Sommer 1956 waren beide Lokomotiven nur noch als Reserve vorhanden, nachdem von der Walhallabahn Regensburg – Wörth die Diesellok V 29 952 nach Altensteig umgesetzt worden war. Die 99 192 wurde am 15. Mai 1959 ausgemustert und diente ab jetzt als Ersatzteilspender. Die 99 193 erhielt aufgrund des gestiegenen Straßenverkehrs auf der rechten Lokseite weiß-rote Warntafeln, da die Strecke mehrere Kilometer direkt neben der Straße verlief. Am 30. November 1967 wurde sie ausgemustert, eine Aufstellung als Denkmal in Altensteig scheiterte. Seit 1969 befindet sie sich bei der Museumsbahn Blonay–Chamby in der Schweiz.

## Technische Merkmale
Die Konstruktion basierte im Wesentlichen auf der Baureihe 99.64–65/67–71 für 750 mm Spurweite.
Kessel und Triebwerk
Der Stehkessel war 1386 mm breit und 1544 mm lang. Daran schloss sich der 3245 mm lange, aus einem Schuss bestehende Langkessel an. Die Feuerbüchse war aus Kupfer, die lediglich bei der 99 191 Mitte der 1960er Jahre durch eine stählerne ersetzt wurde.
Die Heißdampflokomotive besaß ein Zweizylindertriebwerk, dessen Kolbenhub 400 mm sowie der Durchmesser 430 mm betrugen. Die Treibstangen wirkten auf den vierten Radsatz des Fünfkupplers, dessen Raddurchmesser 800 mm betrug. Die außenliegende Heusinger-Steuerung war für eine gleichmäßige Dampfverteilung in beiden Fahrtrichtungen mit Kuhnschen Schleifen ausgerüstet.
Rahmen und Fahrwerk
Der genietete Blechinnenrahmen war 18 mm stark. Innerhalb der Rahmenwangen befand sich ein Rahmenwasserkasten mit circa 0,66 m³ Fassungsvermögen.
Für die engen Bogenradien waren nach dem Gölsdorfprinzip der erste und fünfte Radsatz um 30 mm sowie der dritte um 20 mm seitenverschiebbar. Zusätzlich hatte die dritte Achse um zehn Millimeter geschwächte Spurkränze. Für eine bessere Führung waren die erste und letzte Achse mit Rückstellvorrichtungen ausgestattet. Die Federung entsprach dem sächsischen Vorbild. 
Neben der obligatorischen Wurfhebelbremse als Handbremse stand eine einlösige Druckluftbremse der Bauart Westinghouse zur Verfügung. Der dafür notwendige Luftbehälter wurde quer auf der vorderen Pufferbohle eingeordnet, die Luftpumpe lag links neben der Rauchkammer. Gebremst werden der zweite und vierte Radsatz beidseitig. Die 99 193 erhielt für ihren Museumsbahneinsatz zudem eine Saugluftbremse. Als Kupplung diente eine einfache Trichterkupplung mit Federung. Die 99 193 erhielt für den Betrieb bei der Museumsbahn Blonay–Chamby Mittelpuffer mit darunterliegender Schraubenkupplung nach französischen Normen.
Vorräte
Die genieteten seitlichen Wasserkästen hatten jeweils 2 m² Kapazität. Vorne waren die Wasserkästen abgeschrägt. Damit wurde eine bessere Sicht nach vorne erreicht. Durch den breiteren Rahmen wurde der Rahmenwasserkasten größer als bei den Maschinen für 750 mm Spurweite. Damit konnten die Maschinen insgesamt 4,66 m² Wasser fassen. Die Kohlenvorräte betrugen 2 t. Da der Hersteller sich aber an der Zeichnung der Baureihe 99.64–65/67–71 orientierte, wurden die Vorräte anfänglich mit 2,5 t angegeben, obwohl das 0,5 t fassende Fach an der linken Stehkesselseite nicht eingebaut worden war.
Sonstiges
Die Loklaternen wurden zunächst mit Petroleum betrieben; eine elektrische Beleuchtung erhielten die Fahrzeuge erst Anfang der 1930er Jahre.